# Theodor Krancke (Admiral)
Theodor Krancke (* 20. März 1893 in Magdeburg; † 18. Juni 1973 in Wentorf bei Hamburg) war ein deutscher Admiral im Zweiten Weltkrieg, welcher unter anderem als Kommandeur des Marinegruppenkommandos West den Befehl über die deutschen Seestreitkräfte in der Normandie innehatte, als die Alliierten dort im Rahmen der Operation Overlord im Juni 1944 landeten.

## Leben
Krancke besuchte das Humanistische Gymnasium in Altona und legte im März 1912 seine Reifeprüfung ab. Am 1. April 1912 trat er mit der Crew 12 in die Kaiserliche Marine und diente im Ersten Weltkrieg auf den Torpedobooten V 26, V 27 und V 80 als Wachoffizier. Nachdem er im Dezember 1917 zum Oberleutnant zur See befördert worden war, wurde er mit diesem Dienstgrad nach dem Krieg in die Reichsmarine übernommen.
1926 belegte er eine Führergehilfenausbildung, um anschließend bis 1929 als Torpedooffizier auf der Schleswig-Holstein eingesetzt zu werden. 1929 und 1930 war er zum Reinhardlehrgang an der Universität Berlin. Von 1930 bis 1932 war er Chef der 4. Torpedobootshalbflottille und kam dann bis 1935 als Admiralstabsoffizier zum Flottenkommando. Anschließend war er für zwei Jahre Admiralstabsoffizier im Wehrmachtamt.
Im April 1937 erfolgte nach mehreren Beförderungen die Ernennung zum Kapitän zur See, woraufhin er im Oktober desselben Jahres Kommandeur der Marineakademie Kiel wurde, der er bis August 1939 blieb. Anschließend war er Chef des Stabes des Befehlshaber der Sicherung der Nordsee.
Ab Oktober des Jahres 1939 diente Krancke als Kommandant des Panzerschiffes Admiral Scheer. Als diese zu größeren Umbauten in die Werft verlegt wurde, wurde er im Frühjahr 1940 zum Sonderstab Weserübung des Oberkommandos der Marine abgestellt und wirkte bei der Erstellung der Pläne zur deutschen Invasion Norwegens mit; vom April bis Juni 1940 war er Chef des Stabes des Kommandierenden Admirals Norwegen.
Anschließend führte Krancke sein Kommando über die Admiral Scheer weiter, welche inzwischen umgebaut und zum Schweren Kreuzer umklassifiziert worden war. 1940/41 ging er mit dem Schiff auf eine 155-tägige, riskante Operation in den Atlantik und den Indischen Ozean, bei der Admiral Scheer mehr als 117.000 BRT feindlichen Schiffsraums versenkte und schließlich wohlbehalten in die Heimat zurückkehrte. Diese Unternehmung stellt – angesichts der britischen Überlegenheit – eine außerordentliche militärische und logistische Leistung dar, welche die versenkte Tonnage der Emden im Ersten Weltkrieg (101.182 BRT) und insbesondere die der Admiral Graf Spee (50.081 BRT) zu Beginn des Zweiten Weltkrieges übertraf, aber dennoch wenig bekannt ist – eben weil Krancke sein Schiff wohlbehalten nach Hause brachte.

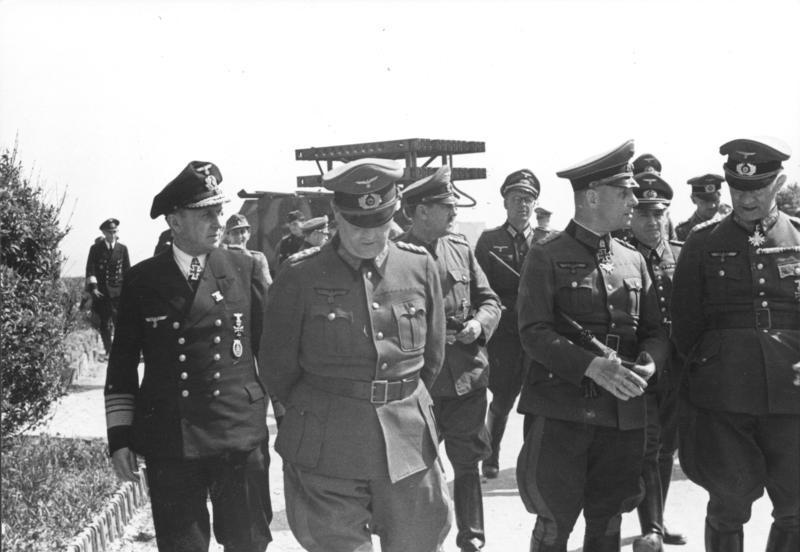
Theodor Krancke links

Nach der Rückkehr wurde er am 1. April 1941 zum Konteradmiral befördert und war von Juni 1941 bis September 1942 Chef des Quartiermeisteramtes der Seekriegsleitung des Oberkommandos der Marine. Von Januar 1942 bis März 1943 war er ebenso Vertreter des Oberbefehlshabers der Kriegsmarine im Führerhauptquartier. Am 1. April 1942 wurde er zum Vizeadmiral befördert.
Am 1. März 1943 wurde Krancke Admiral und einen Monat später Oberbefehlshaber des Marinegruppenkommandos West mit Sitz in Paris. Krancke trat am 5. Juni 1944 eine Inspektionsreise nach Bordeaux an, berichtete dem OB West jedoch vorher noch, dass „wegen der groben See die Vorpostenboote ihre Stützpunkte [in der Normandie] nicht verlassen können“, weshalb die Deutschen ihre sonstigen Aufklärungsfahrten am 5. Juni und in der Nacht zum 6. Juni nicht durchführten. Krancke berichtete später auch: „[…] nach den vorliegenden Wetterberichten […] schien eine Invasion in der Nacht vom 5. auf den 6. 6. kaum möglich“. Es kam jedoch am 6. Juni 1944 – trotz der schlechten Wetterbedingungen – zur alliierten Invasion in der Normandie, der Operation Neptune, die durch eine große Anzahl von Schiffen abgesichert wurde. Die deutsche Kriegsmarine bzw. Krancke hatten dieser Armada kaum etwas entgegenzusetzen.
In der Nacht vom 8. auf den 9. Juni befahl Krancke vier Zerstörern, den letzten größeren in Frankreich liegenden deutschen Schiffen beim Seekrieg während der Operation Overlord, von Brest aus in den Invasionsraum vorzudringen. Der alliierte Nachrichtendienst Ultra erfuhr jedoch davon und die 10. Zerstörerflottille der Royal Navy wurde von der Marineleitung entsandt, um den deutschen Verband anzugreifen. Nordwestlich der Isle de Bas kam es gegen 1:30 Uhr nachts zum Kampf zwischen der deutschen und der alliierten Zerstörerflottille, die aus vier britischen, zwei kanadischen und zwei polnischen Zerstörern bestand. Nach vier Stunden Kampf versenkten die Alliierten einen deutschen Zerstörer und beschädigten einen weiteren so schwer, dass er auf Grund gesetzt werden musste. Die zwei restlichen Zerstörer kehrten, ebenfalls schwer beschädigt, nach Brest zurück. Damit waren die letzten größeren deutschen Kriegsschiffe, die den Alliierten entgegengesetzt werden konnten, verloren.
Den Anhängern des Attentats vom 20. Juli 1944 stellte sich Krancke in Paris in seiner Funktion als Oberbefehlshaber des Marinegruppenkommandos West entgegen.
Am 26. April 1945 wurde Krancke Nachfolger von Admiral Otto Ciliax als Oberbefehlshaber der Marine in Norwegen. Bereits am 9. Mai 1945 kapitulierte der General der Gebirgstruppe und Oberbefehlshaber der Streitkräfte in Norwegen, Franz Böhme, und 375.000 Soldaten gingen in Kriegsgefangenschaft. Krancke blieb Oberbefehlshaber der deutschen Marinekräfte in Norwegen für einige weitere Monate, um die Entminung deutscher Seeminenfelder und die Entmilitarisierung deutscher Marineeinrichtungen zu überwachen.
Vom 26. August 1945 bis zum 3. Oktober 1947 war Krancke in alliierter Kriegsgefangenschaft. 1955 publizierte er zusammen mit Jochen Brennecke das Buch Das glückhafte Schiff. Kreuzerfahrten der Admiral Scheer über sein einstiges Schiff. Das Buch wurde 1956 auch im Vereinigten Königreich als The Battleship Scheer und zwei Jahre später in den USA als Pocket Battleship: The Story of the Admiral Scheer veröffentlicht.

## Auszeichnungen und Beförderungen
- Eisernes Kreuz (1914) II. und I. Klasse[5]
- Friedrich-August-Kreuz II. Klasse[5]
- Medaille zur Erinnerung an den 1. Oktober 1938[5]
- Spange zum Eisernen Kreuz II. und I. Klasse[5]
- Flotten-Kriegsabzeichen[5]
- Ritterkreuz des Eisernen Kreuzes mit Eichenlaub[5]
  - Ritterkreuz am 21. Februar 1941
  - Eichenlaub am 18. Oktober 1944 (614. Verleihung)

## Schriften
- mit Jochen Brennecke: Schlachtschiff Tirpitz. 5. Auflage, Koehlers Verlagsgesellschaft, Herford 1995. ISBN 3-7822-0629-0.
- mit Jochen Brennecke: Das glückhafte Schiff. Kreuzerfahrten der Admiral Scheer. Koehlers Verlagsgesellschaft 1955.
- mit Jochen Brennecke: Schwerer Kreuzer Admiral Scheer. 6. Auflage, Koehlers Verlagsgesellschaft 2001, ISBN 3-7822-0831-5